# Jörn Kaplan
Jörn Kaplan (* 15. April 1981) ist ein deutscher Poolbillardspieler. Er ist zweifacher Deutscher Einzel-Meister.

## Karriere
Bei der Deutschen Meisterschaft 2002 erreichte Kaplan mit dem fünften Platz im 8-Ball sein bis dahin bestes Ergebnis bei einer Deutschen Meisterschaft. 2003 konnte er dieses Ergebnis, ebenfalls im 8-Ball wiederholen, 2004 wurde er im 14/1 endlos und im 8-Ball Fünfter und belegte im 9-Ball den 13. Platz.
Bei den German Open 2005 gewann Kaplan nach seinem Halbfinal-Aus seine einzige Medaille bei einem Euro-Tour-Turnier. 2006 wurde er im 8-Ball zum ersten Mal Deutscher Meister. Bei den Italy Open 2006 schied er im Achtelfinale gegen Niels Feijen aus, bei den Austria Open 2006 im Sechzehntelfinale gegen Christian Reimering. Im gleichen Jahr schaffte er es außerdem bei der 9-Ball-Weltmeisterschaft bis in die Runde der Letzten 64, in der er gegen David Alcaide mit 7:10 verlor.
Bei der Europameisterschaft 2007 verlor er im 14/1 endlos erst im Viertelfinale gegen den späteren Europameister Niels Feijen mit 50:125. Zudem erreichte er bei den Czech Open 2007 das Viertelfinale, in dem er gegen Konstantin Stepanow verlor. Im gleichen Jahr konnte Kaplan außerdem bei der Deutschen Meisterschaft seinen Titel im 8-Ball erfolgreich verteidigen. 2008 belegte er den 13. Platz.
In der Saison 2008/09 wurde Kaplan mit dem BC Sindelfingen Deutscher Mannschafts-Meister. Mit 22:6 Partien belegte er dabei gemeinsam mit seinen Teamkollegen Benjamin Baier und Marco Tschudi den ersten Platz in der Einzelwertung. 2010 erreichte Kaplan im 8-Ball sein bisher letztes Viertelfinale einer Deutschen Meisterschaft. Dieses verlor er gegen Martin Steinlage mit 6:9.

## Privates
Jörn Kaplan ist seit 2012 mit der Poolbillardspielerin Ina Kaplan verheiratet und hat mit ihr ein Kind.